# Gerardus Johannes Mulder

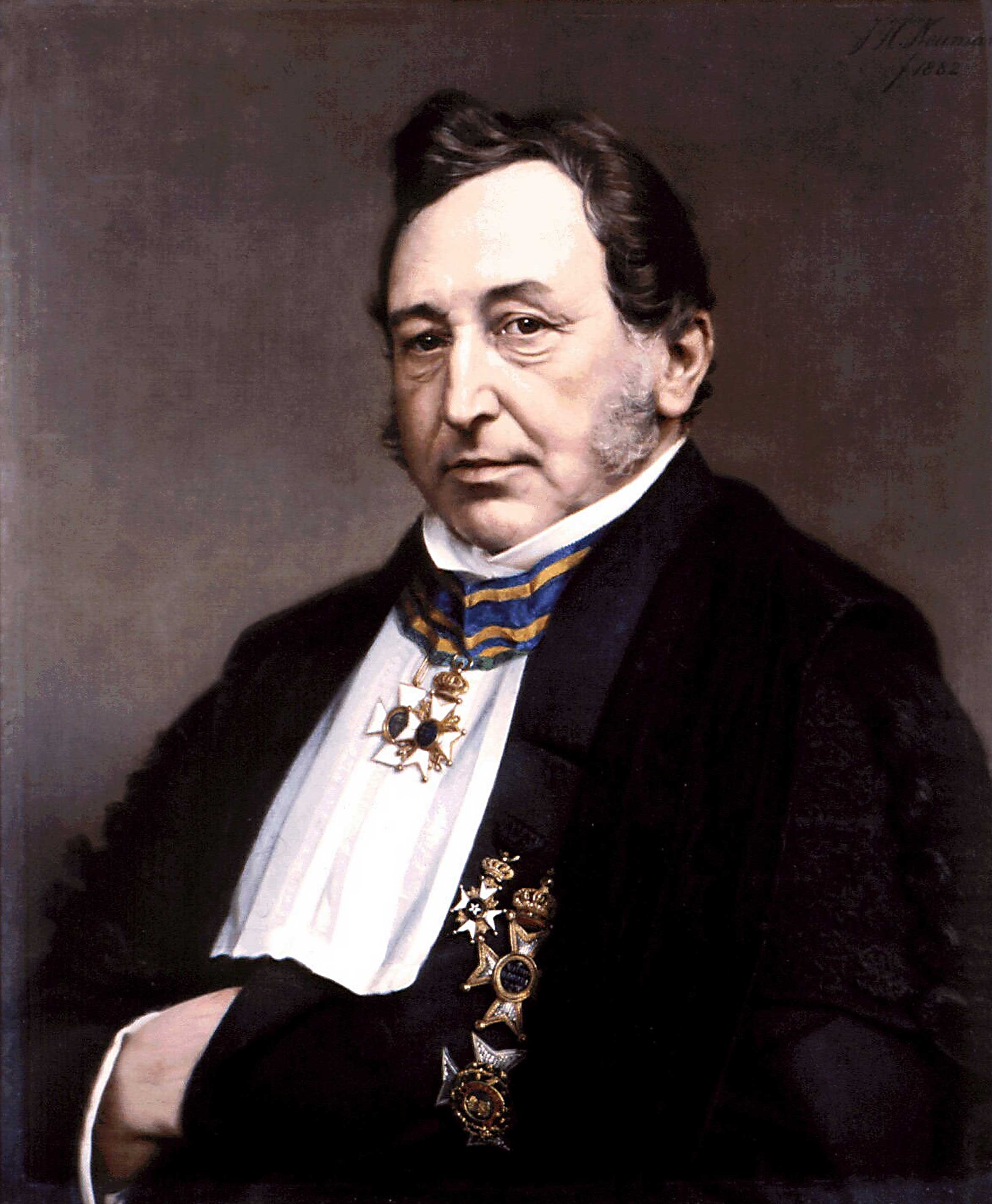
Gerardus Johannes Mulder

Gerardus Johannes Mulder auch: Gerrit Jan Mulder (* 27. Dezember 1802 in Utrecht; † 18. April 1880 in Bennekom) war ein niederländischer Mediziner, Pharmakologe, Chemiker und gilt als Entdecker des Proteins.

## Leben
Gerardus Johannes Mulder war der Sohn des Chirurgen Jan Andries Mulder (* um 1777; † 8. März 1843 in Utrecht) und der Petronella van Ommeren (* um 1779; † 8. September 1828 in Utrecht). Nach dem Besuch der französischen Schule in Utrecht studierte er ab 1819 an der Universität Utrecht Medizin, Naturwissenschaften und Mathematik. Am 16. März 1825 verteidigte er unter Nicolaas Cornelis de Fremery seine Arbeit Dissertatio medica de opio ejusque principiis, actione inter se comparatis und promovierte zum Doktor der Medizin. Nachdem er am 3. Mai 1825 auch seinen Doktorgrad in Pharmazie erhalten hatte, ließ er sich als Arzt in Amsterdam nieder. 1826 ging er als Dozent der Pharmazie und Physik zur Batavischen Gesellschaft nach Rotterdam und erhielt 1827 an der dortigen Medizinischen Schule als Dozent das Lehramt für Botanik und Chemie. Mit Didericus Fredericus van der Pant veröffentlichte er einen Bericht über die Ansteckung von Cholera mit dem Titel De cholera in Rotterdam (Rotterdam 1832). In der Folge beschäftigte er sich immer mehr mit der Krankheit und publizierte unterschiedliche Forschungen auf dem Gebiet, welche ihm internationale Anerkennung einbrachten. So stand er mit Michael Faraday, Jöns Jacob Berzelius und Justus von Liebig in Kontakt.
Am 15. Juli 1840 erhielt er einen Ruf als Professor der Chemie an die Universität Utrecht, den er am 14. September 1840 mit der Einführungsrede De indole chemiae qualis nostra colitur übernahm. Hier wählte man ihn 1853/54 zum Rektor der Alma Mater. Mulder errichtete ein Labor an der Hochschule, das einen internationalen Ruf erlangte. 1843 bis 1850 erschien sein Lehrbuch Proeve eener algemeene physiologische scheikunde (frei Deutsch übersetzt Versuch einer allgemeinen Physiologischen Chemie.), welches ihm nachhaltige Bedeutung auf dem Gebiet der Chemie einbrachte. Mulder hatte sich um die Tierchemie große Verdienste erworben. Seine Untersuchungen über die Proteine verwickelten ihn in einen heftigen Streit mit Justus von Liebig, der für Mulder ungünstig endete.
Auch in der Frage der Pflanzenernährung nahm er eine der herrschenden Strömung entgegengesetzte Richtung ein und betonte mehr als andere die Bedeutung des Humus. Dennoch gilt er als Entdecker des pflanzlichen und tierischen Proteins. Er setzte sich auch politisch ein. So engagierte er sich als Utrechter Stadtrat für eine starke Königliche Autorität und war ein Gegner des Liberalismus von Johan Rudolf Thorbecke. Am 7. Oktober 1868 wurde er aus gesundheitlichen Gründen von seiner Professur emeritiert und war bis 1875 nur noch als Advisor des niederländischen Kolonialministeriums tätig, dem er in dieser Eigenschaft 40 Jahre lang angehört hatte. Ab 1868 lebte er in Bennekom, wo er sich von vielen wissenschaftlichen und privaten Beziehungen zerbrochen zurückzog. Mulder hatte einige Defizite in seinen Sozialkompetenzen, welche häufig in Auseinandersetzungen endeten. Er verstarb in der dortigen Villa Old Vossenhol, wo er von der wissenschaftlichen Arbeit zurückgezogen und selbst in düsteren fast erblindeten Verhältnissen gelebt hatte.
Mulder hatte während seiner wissenschaftlichen Schaffungsphase viel Anerkennung erfahren. Mit Herman van Hall und Willem Vrolik redigierte er von 1826 bis 1832 die Bijdragen tot de natuurkundige Wetenschappen, allein von 1832 bis 1836 und mit Willem Wenckebach von 1836 bis 1838 das Natuur- en scheikundig archief, mit Friedrich Anton Wilhelm Miquel und Wenckebach das Bulletin des sciences physiques et naturelles en Neerlande und seit 1842 allein die Scheikundige onderzoekingen gedaan in het laboratorium der Utrechtsche Hogeschool und von 1857 bis 1865 die Scheikundige Verhandelingen en onderzoekingen. So war er Mitglied der Königlich Niederländischen Akademie der Wissenschaften, 1845 korrespondierendes Mitglied der Preußischen Akademie der Wissenschaften, 1850 Mitglied der Königlich Schwedischen Akademie der Wissenschaften, Ehrenmitglied des Physikalischen Vereins in Frankfurt am Main. Im Oktober 1839 wurde er Ritter des Ordens vom niederländischen Löwen sowie in der Folge Träger weiterer hochwertiger Auszeichnungen.

## Familie
Gerardus Johannes verheiratete sich am 2. Mai 1827 in Rotterdam mit Wilhelmina van Rossem (* 23. September 1802 in Rotterdam; † 16. August 1890 in Den Haag), die Tochter des Jan van Rossem (* 9. Oktober 1776 in Rotterdam; † 9. Februar 1842 ebenda) und der Johanna Hendrika van den Ende (* 3. Februar 1781 in Delft; † 7. August 1846 in Rotterdam). Aus der Ehe stammen drei Söhne und drei Töchter. Von den Kindern kennt man:
- Louis Mulder (* 14. März 1828 in Rotterdam; † 12. März 1903 in Utrecht) verh. 26. August 1859 in Utrecht mit Adriana van Beek (* um 1825 in Utrecht)
- Karel Mulder (* 8. September 1829 in Rotterdam; † 10. Dezember 1849 in Utrecht)
- Eduard Mulder (* 7. Juli 1832 in Rotterdam; † 8. März 1924 in Utrecht) Prof. Dr., verh. I. 2. Juli 1856 in Leiden mit Sophia Theodora Terpstra (* um 1828; † 14. September 1864 in Delft); verh. II. am 21. August 1872 in Utrecht mit Henriette Jacoba Gerritzen (* 10. Juni 1846 in Zoelen; † 28. Juni 1926 in Utrecht)
- Anna Mulder (* 14. März 1834 in Rotterdam) verh. 21. April 1881 in Rotterdam Jacob de Bruïne
- Cornelia Mulder (* 14. Juli 1836 in Rotterdam; † 1842)

## Werke (Auswahl)
- Commentatio de Entozois. Utrecht 1832 (Online)
- Herinneringen omtrent Jacobus Landt. Rotterdam 1830 (Online)
- Ueber den Werth und die Bedeutung der Naturwissenschaften für die Medicin. Heidelberg 1844 ([Online])
- Het streven der stof naar Harmonie. Een voorlezing. Rotterdam 1844, 1845 deutsch übersetzt: Das Streben der Materie nach Harmonie. Braunschweig 1844 (Online)
- De Elementen. Eene voorlezing. Rotterdam 1844
- Proeve eener algemeene physiologische scheikunde. Rotterdam 1843; deutsch übersetzt: Versuch einer allgemeinen physiologischen Chemie. Heidelberg & Braunschweig, 1844–1851; (Bd. 1 Online)
- Ueber den Werth und die Bedeutung der Naturwissenschaften für die Medicin. Heidelberg 1844 (Online)
- Redevoering over de stoffelijke wereld: een middel tot hoogere ontwikkeling, uitgesproken bij de inwijding van het Scheikundig Laboratorium der Hoogeschool te Utrecht den 22 september 1845. Rotterdam 1845 (Online); deutsch übersetzt: Rede über die Welt der Materie, als ein Mittel zu höherer Entwickelung. Gehalten bei der Einweihung des chemischen Laboratoriums der Universität zu Utrecht. 22. Spt. 1845 a. d. Utrecht & Düsseldorf, 1845 (Online)
- Liebig's Frage sittlich und wissenschaftlich geprüft. Frankfurt am Main 1846 (Online)
- De opvoeding in Nederland, in verband tot den volksgeest. Rotterdam 1847; deutsch übersetzt: Die Ernährung in ihrem Zusammenhang mit dem Volksgeist Utrecht und Düsseldorf, 1847, (Online)
- Scheikundige onderzoekingen, gedaan in het laboratorium der Utrechtsche Hoogeschool. Rotterdam 1851 Bd. 5 (Online)
- Chemische Untersuchungen. Frankfurt am Main, 1847, (1. Bd. Online), (2. Bd. Online)
- Untersuchungen über Protein, Behenöl und amorphes Chinin. Frankfurt am Main 1847 (Online)
- Berzelius herdacht. Utrecht 1848 (Online)
- Verval van Nederland, bezuiniging, onderwijs. Rotterdam 1848
- De weg der wetenschap, zinen leerlingen op nieuw aanbevolen. Rotterdam 1849 (Online)
- Wetenschap en volksgeluk, een woord voor Nederland geschreven. Rotterdam 1849 (Online)
- The Chemistry of Vegetable & Animal Physiology. Edinburg & London 1849 (Online)
- Wetenschap en Volksgeluk. Een woord voor Nederland geschreven. Rotterdam 1849 (Online)
- De weg der wetenschap, zijnen leerlingen op nieuw aanbevolen. Rotterdam 1849 (Online)
- Is een nieuw Ministerie Thorbecke mogelijk? Utrecht 1853 (Online)
- Die Chemie des Weins Leipzig 1856, (Online), englisch übersetzt The Chemistry of Wine. London 1863 (Online)
- Die Chemie des Biers Leipzig 1858, (Online)
- Die Silber-Probiermethode. Leipzig 1859, (Online)
- Die Chemie der Ackerkrume Berlin 1861–1864, 3 Bde.; (1. Bd. Online)
- Studium Generale. Rede bij de opening zijner lessen aan de hoogeschool te Utrecht. Rotterdam 1865
- De scheikundige middelen der nederlandsche Regering tegen de verspreiding der Cholera. Rotterdam 1866 (Online)
- Die Chemie der austrocknenden Öle ihre Bereitung und ihre technische Anwendung in Künsten und Gewerben. Berlin 1867,  (Online)
- De strijd der Utrechtse Hoogeschool tegen de geneeskundige wets-ontwerpen. Haarlem 1865 (Online)
- De natuurkundige methode en de verspreidlng der Cholera Rotterdam 1866 (Online)